# 七號鎮區 (阿肯色州本頓縣)
七號鎮區（英語：Township 7）是位於美國阿肯色州本頓縣的一個行政鎮區。根據2010年美國人口普查，該地共人口20317人，而該地的面積約為159.54平方千米。

## 地理
七號鎮區的座標為36°27′15″N 94°09′13″W / 36.45417°N 94.15361°W，而該地最高點為海拔高度米（即英尺）。